# Anva
Anva (afkorting van Andelsvarehus (coöperatief warenhuis)) was een warenhuisketen, die in 1950 werd opgericht door FDB en Hovedstadens Brugsforening. De keten had warenhuizen in Aalborg, Aarhus, Esbjerg, Haderslev, Hjørring, Odense en Kopenhagen en was onder meer bedoeld als concurrent van Illum en Magasin du Nord.

## Anva in Kopenhagen
In Kopenhagen opende in 1957 een Anva-warenhuis Anva in een nieuw gebouwd pand aan Axeltorv, waar het voormalige theater  National Scala was gevestigd. In 1963 kocht Anva het Cirkusbygningen-gebouw , maar de uitbreidingsplannen van het warenhuis stuitten op grote publieke tegenstand, waarna het Cirkusbygningen-gebouw werd in 1974 verkocht aan de stad Kopenhagen. In 1987 sloot Anva en in 1989 opende Scala na een uitgebreide verbouwing. In 2012 werd het pand gesloopt.

## Anva in de provincies
Het warenhuis in Esbjerg werd in 1988 omgebouwd tot winkelcentrum Midt-I. Het warenhuisfiliaal in Odense werd in 1975 een filiaal van OBS!
Anva opende in 1967 in Aalborg, maar verhuisde al in 1974 van het oorspronkelijke warenhuis aan Bispensgade naar een nieuw warenhuis aan het oude groene plein op de kruising van Nytorv en Fjordgade. Het Anva-warenhuis aan Nytorv in Aalborg werd een OBS! Interiør in 1987, maar werd al in 1988 verkocht aan Magasin du Nord.